# T-15 Armata
El T-15 Armata es un vehículo de combate de infantería ruso (abreviado como VCI) en base al casco y motorización del prototipo "Armata". Fue construido en la Planta de vagones de los Urales, como el nuevo VCI con el que se reemplazaría a los veteranos BMP-1, BMP-2 y BMP-3 en servicio con las Fuerzas Terrestres de Rusia actualmente. Su designación industrial es la Obj'yect 149.

## Descripción
Su casco, tomado del prototipo "Armata", retiene, además de sus componentes motores, una muy densa y pesada defensa, ya mostrada en otros prototipos rusos que no vieron su producción en grandes cantidades, tales como el BMP-T y el BTR-T, así como el concepto de dotar a un casco de tanque con elementos de ataque anti-blindados, tales como misiles anti-material del modelo.
Su aparición en el mundo se dio a conocer en el desfile del Día de la Victoria del año 2015, en Moscú, a los miles de asistentes y medios de prensa extranjeros acreditados.

## Características

### Armamento
Como dotación, el T-15 Armata VCI puede portar entre 4 a 8 misiles 9K111 Fagot, 9K112 Kobra y 9M123 Khrizantema, montados en pod's de lanzamiento con mando robotizado desde su interior. Además, monta en un pod robotizado un cañón ya muy conocido pero que no deja de ser letal, que puede ir del calibre 23 mm al calibre 30 mm (la versión equipada con éste es denominada como Kurganets-25), aparte de las ametralladoras de dotación de su hermano mayor, el T-14 Armata, tales como la Kord y Pecheneg o la conocidísima PKT-M, la primera en el rol de defensa antiaérea, y las siguientes como defensa antipersonal.

### Motorización
El T-15 Armata VCI está motorizado por un bloque diésel de 1500 caballos (1119 kW), fabricado en la ChTZ, de la referencia 12Н360 (A-85-3A), pero que tiene incorporado un limitador electrónico de revoluciones que lo restringe hasta los 1200 caballos (895 kW) en su operación normal.
El T-15 Armata VCI dispone también de una caja de cambios de doce velocidades de tipo automática, y una velocidad máxima estimada de entre 88-92 kilómetros por hora (55-57 mph), con una autonomía de 650 kilómetros (404 mi). Estas capacidades son un poco mayores que las de su hermano mayor, ya que no porta la pesada torreta de éste, reduciéndose así su peso en un 15%; e incrementándose su velocidad máxima y su radio de alcance. La suspensión del T-14 Armata es de barras de torsión, y su conjunto de rodadura se compone de siete ruedas entre cada una de sus orugas, a diferencia de las tradicionales seis de los diseños soviéticos/rusos previos.

### Protección
Igual que en su hermano mayor, el T-14 Armata, está equipado con un sistema de bloques de blindaje reactivo, además está equipado con el mismo sistema de protección activa Afghanit (del ruso: Афганит) del anterior, y , el T-15 VCI también comparte un sistema del caza PAK-FA, su radar de banda milimétrica el cual puede detectar, rastrear e interceptar amenazas tanto provenientes de misiles antitanque, además de cartuchos del mismo tipo que las rondas de tanque de tipo hipersónico, penetradores cinéticos y cargas en tándem. Además, su tripulación y sus ocupantes comparten un sistema que los protege dentro de una cápsula de blindaje reforzado interna, la que incrementa sus probabilidades de sobrevivencia en caso de un impacto catastrófico.

## Usuarios
- Rusia

- Fuerzas Terrestres de Rusia - Entre 10 a 20 unidades, en proceso de adaptación y homologación. Se supone que irá sustituyendo a la serie de vehículos BMP-1, BMP-2, BMP-3 y a los basados en la plataforma MT-LB (MT-LBu, BTR-50) actualmente en servicio. Sus pruebas y homologación se adelantarán a partir del año 2016, y sustituirá la totalidad de los antes relacionados en el 2020.

### Vehículos similares
- Marder
- Schützenpanzer Puma
- Lynx
- ZBD-97
- K-200/KIFV
 K-21 IFV
- AIFV
 M2/M3 Bradley
- /ASCOD Pizarro/ULAN
- AMX-10P
- TAM VCTP
- Namera
  Achzarit
- Dardo
- Tipo 89 VCI
- VCI Anders
- FV510 Warrior
- Bionix VCI

### Listas relacionadas
- Anexo:Tanques de combate principal por generación